# 臨潢府
臨潢府（りんこうふ）は、中国にかつて存在した府。遼代から金代にかけて、現在の内モンゴル自治区赤峰市一帯に設置された。

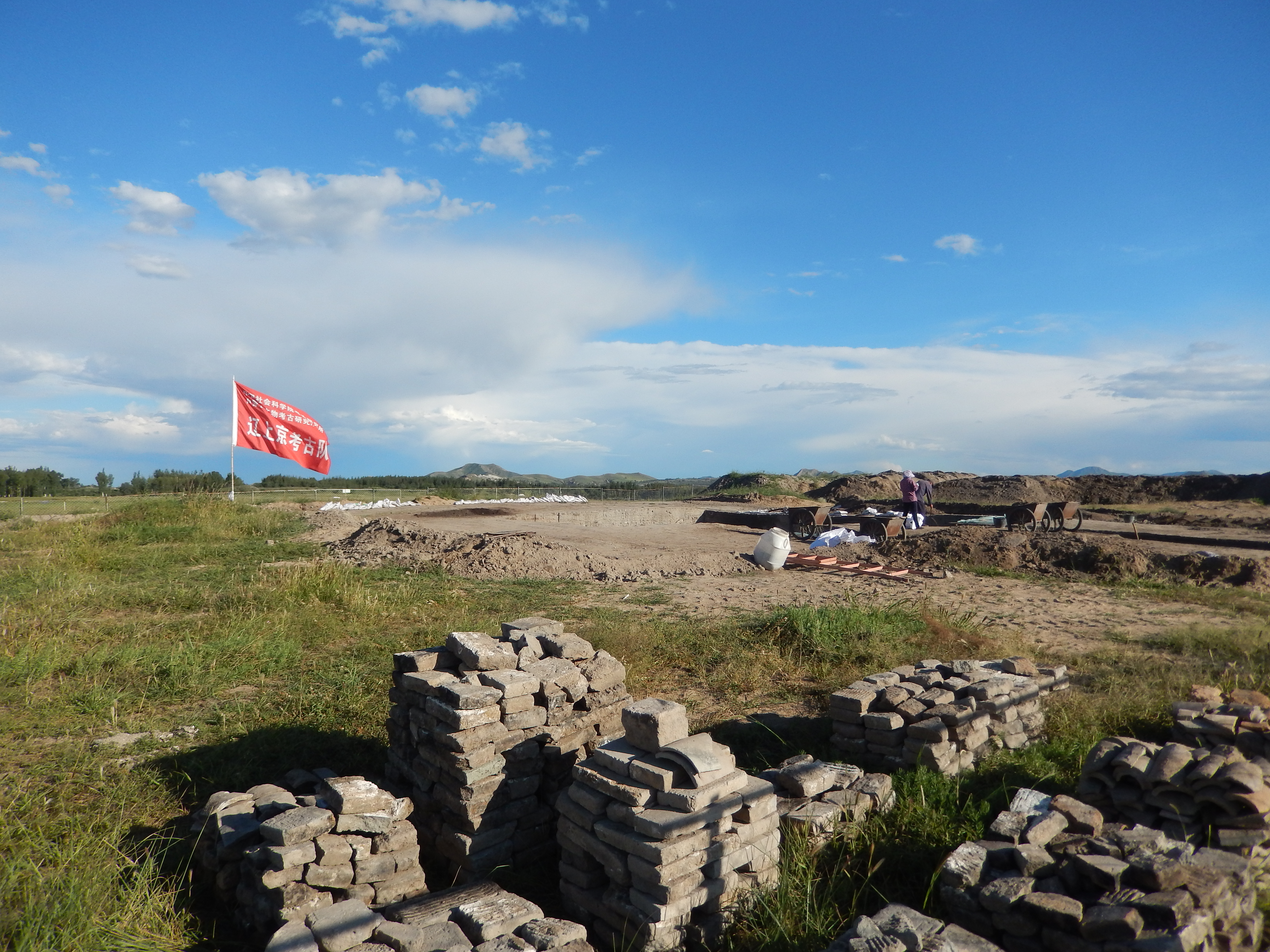
遼の上京臨潢府の遺跡

## 概要
かつての漢の遼東郡西安平県の地であった。契丹の耶律阿保機が天梯・蒙国・別魯らの三山の勢力を葦甸で取ったとき、金鏃箭を射てこの地を知り、ここを龍眉宮と呼ぶようになった。918年（神冊3年）、ここに築城され、皇都と名づけられた。938年（天顕13年）、皇都は上京と改称され、臨潢府が置かれた。上京臨潢府は上京道に属し、臨潢・長泰・定覇・保和・潞・易俗・遷遼・渤海・興仁・宣化の10県を管轄した。
金のとき、臨潢府は北京路に属し、臨潢・長泰・盧川・寧塞・長寧の5県と37堡を管轄した。
モンゴル帝国により臨潢府は廃止された。元のとき、その地は広寧路に属し、魯王の分地とされた。明初には広寧衛が置かれた。後にウリャンカイの北境に属した。後に内ハルハ5部のひとつバイリン部の拠るところとなり、チャハル部に役属した。